# Râul Nieregiș
Râul Nieregiș sau Râul Nereghiș este un afluent al râului Bega. 

## Hărți
- Harta județului Timiș